# Pentadiplandra brazzeana
Pentadiplandra brazzeana Baill. è una pianta angiosperma dell'ordine Brassicales. È l'unica specie nota del genere Pentadiplandra Baill. e della famiglia Pentadiplandraceae Hutch. & Dalziel.
La bacca ha un sapore dolce dovuto alla proteina brazzeina, che è sostanzialmente più dolce del saccarosio. La brazzeina può essere utile come dolcificante ipocalorico, ma non è ancora consentita come additivo alimentare negli Stati Uniti e nell'Unione Europea.

## Descrizione
P. brazzeana è un arbusto monoico di massimo 5 m di altezza, ma può anche svilupparsi in una liana, arrampicandosi fino a 20 m in alto sugli alberi. La forma arbustiva solitamente presenta una massa di radici ramificate e sporgenti, mentre la forma liana presenta un tubero grande e carnoso. I rami sono senza peli e portano foglie alternate, semplici e intere, senza stipole alla base del picciolo.
La lamina fogliare glabra è ellittica o oblanceolata, lunga 5–15 cm e larga 1,5–5 cm, con una base a forma di cuneo, una punta appuntita, una superficie superiore verde scuro opaco o lucido e una superficie inferiore verde scuro opaco, e una vena centrale che si dirama in cinque-undici paia di vene laterali. I fiori sono riuniti in raceminelle ascelle delle foglie o all'apice dei rami. I singoli fiori possono essere funzionalmente solo maschili, solo femminili o ermafroditi, tutti sulla stessa pianta. I fiori hanno cinque petali liberi di colore bianco-giallastro, lunghi 2-2,5 cm.
Il frutto è una bacca a forma di globo di 3,5–5 cm di diametro, interamente rossa o screziata di grigio, contenente molti semi attaccati all'asse circondati da polpa rosa. I semi sono a forma di rene e hanno uno strato esterno di peli lanosi, bianchi e unicellulari.
La maggior parte dei primati ha un genotipo della proteina recettore del gusto, il recettore del gusto di tipo 1 membro 3 (TAS1R3), che consente loro di assaporare la brazzeina. Per gli esseri umani, il frutto è intensamente dolce, ma fornisce poche calorie. Tali proteine potrebbero imitare il sapore dolce per invogliare gli animali selvatici a mangiare le bacche e a disperdere i semi.

## Distribuzione e habitat
La pianta cresce in Angola, nella Repubblica Democratica del Congo, nella Repubblica Centrafricana, nella Repubblica del Congo, Camerun, Gabon e Nigeria. Non è rara nelle foreste primarie di montagna dominate da Scorodophloeus zenkeri, ma si riscontra regolarmente anche sulle rive dei fiumi e nelle foreste secondarie. La specie è presente soprattutto nei margini delle foreste che costeggiano la savana in Camerun. Non appare in gruppi da nessuna parte.

## Usi
Le bacche, le foglie, le radici e i tuberi di queste piante sono stati utilizzati nella cultura tradizionale locale. Si pensa che le radici appese in casa respingano i serpenti.  Si dice che la radice venga mangiata occasionalmente come verdura. Uno sciroppo ricavato dalla radice viene commercializzato in tutto il bacino del Congo.
La polpa delle bacche viene mangiata dai bambini e viene utilizzata come dolcificante nel porridge di mais.